# Nicolae Bratu
Nicolae Bratu (n. 1881, Rășinari – d. 1941, Sibiu) a fost un deputat în Marea Adunare Națională de la Alba Iulia, organismul legislativ reprezentativ al „tuturor românilor din Transilvania, Banat și Țara Ungurească”, cel care a adoptat hotărârea privind Unirea Transilvaniei cu România, la 1 decembrie 1918.

## Biografie și activitatea politică
Nicolae Bratu, s-a născut în anul 1881 în comuna Rășinari, lângă Sibiu, din părinți țărani. În anul 1894 a intrat la tipografia „Tribuna” din Sibiu pentru a învăța arta tipografică. Aici a stat până în 1903, când s-a desființat această instituție în urma diferitelor împrejurări interne și externe. În acel an a plecat în străinătate spre a se perfecționa. S-a dus la Leipzig (zis Lipsca), unde a deprins tehnica pentru artele grafice, iar după aceea a petrecut mai mulți ani pe la diferite firme mari germane în Berlin, Munchen, Dresda etc., unde a căutat a se perfecționa și mai mult în arta tipografică, apoi pentru a studia dezvoltarea ziaristicei moderne, editura de cărți și afacerile de librărie. În anul 1909 s-a întors la Sibiu, cumpărând de la sasul Meltzer tipografia, fostă înainte tot românească în care s-a tipărit „Foaia Poporului”, sub a dânsului chiverniseală și îngrijire ziarul și tipografia au luat mare avânt.
Toată viața a avut o atitudine adevărat românească. La 17 Septembrie 1913 a fost condamnat la 8 luni de temniță de stat și la o grea amendă pentru articolul pe care l-a publicat sub titlul „Macedonia Ungariei” în „Foaia Poporului”.
După notele care s-au găsit în hârtiile defunctului, idealul vieții sale a fost de a „a pune ziarul, tipografia și librăria pe baze trainice”. Cât de mult a iubit nobila sa meserie, dovadă e că paralel cu cele din Sibiu, a înființat cu un deceniu în urmă cunoscuta tipografie „Moderna” la București. A fost ani de-a rândul președintele Uniunei induștriașilor și comercianților Români din Transilvania, Bănat, Crișana și Maramureș. A fost ani de-a rândul președintele Camerei de Comerț și Industrie, sub a lui președinție s-a inaugurat primul Târg de Mostre din Sibiu. Ca fost deputat și senator a fost decorat cu ordinul Coroana României în grad de cavaler și ordinul Vulturul. Sindicatul ziariștilor din Cluj l-au ales membru, și a fost decorat pentru munca depusă pe terenul ziaristicii cu Coroana României în Grad de ofițer.
În afară de preocupările de ordin profesional, a participat cu râvnă la tot ce se identifică cu neamul și la tot ce se iniția în folosul în folosul binelui obștesc, de-o parte pentru emanciparea poporului de țărani și pentru emanciparea breslei de mijloc din industrie, comerț și meserii.
La Adunarea din 1 Decembrie 1918 a reprezentat ziarul său, „Foaia Poporului”, înființat în 1892.
În urma unei operații, a încetat din viață în 20 Septembrie 1941, la spitalul din Sibiu, unde venise de la București, spre a-și căuta de sănătate. 
Conform dorinței lui, a fost înmormântat în satul său natal din Rășinari.